# أنطوان شماس
انطوان شماس، (1887-1958)، قاضي عراقي، وعضو محكمة التمييز في عهد المملكة العراقية ومن واضعي القانون المدني العراقي.

## الولادة والدراسة
وهو أنطوان بن رزوق بن أنطوان بن الشماس جرجس الموصلي السرياني، من آل نعمة الله الشماس، ولد في بغداد سنة 1887م، لعائلة مسيحية، ونشأ فيها ودرس في مدارسها، وكان في ملاك مدرسة الحقوق التي اعيد فتتاحها في عام 1919، وسافر إلى إسطنبول ودرس الحقوق وتخرج في مدرسة الحقوق. ومارس مهنة المحاماة.
درس عددا من اللغات فكان ضليعا في اللغات التركية والفارسية والفرنسية والإنكليزية فضلا عن لغته العربية.

## أعماله ووظائفه
مارس المحاماة وجادل في السياسة، وانتخب نائباً عن بغداد وعضواً في المجلس التأسيسي العراقي في أيار 1924، وعين حاكماً بحكمة التمييز العراقية في 4 آب 1925، ونقل مدوناً قانونياً في آب 1937، وكان عضوا في ديوان التدوين القانوني الذي هو بمثابة مجلس شورى الدولة في أثناء عضويته في محكمة تمييز العراق في عقد الثلاثينيات من القرن العشرين، ثم رئيساً لديوان التدوين القانوني في آذار 1940، وكان عضواً في اللجان التي وضعت القانون المدني العراقي والتي شكلت لعدة مرات من عام 1933 إلى أن صدر القانون عام 1951، وخلالها كان عضواً بمحكمة التمييز في كانون الأول 1950، فنائباً لرئيسها في آب 1951، حتى اعتزل الخدمة في آذار 1956.

وهو أستاذ في قانون التجارة بفرعيهِ البري والبحري، ولهُ مؤلفات في هذين الفرعين، وقد أختير لتمثيل العراق في مؤتمر القوانين الدولي المنعقد في برلين قبل الحرب العالمية الثانية. وهو من كبار المتتبعين للحركة القضائية في العالم.

## من مؤلفاته
- مبادئ الحقوق الدستورية نشر سنة 1924
- دروس التجارة البحرية نشر سنة 1921
- دروس التجارة البرية نشر سنة 1921
- شرح قانون التجارة البرية في التفليس والتفالس نشر سنة 1922

وله كتب وبحوث بلغات أجنبية.

## وفاته
توفي في بغداد في 26 تموز 1958.